# 帕朗蒂尼亚
帕朗蒂尼亚（法語：Parentignat，法語發音：[paʁɑ̃tiɲa]）是法国多姆山省的一个市镇，属于伊苏瓦尔区。

## 地理
帕朗蒂尼亚（45°32'2"N, 3°17'27"E）面积3.71 平方千米，位于法国奥弗涅-罗讷-阿尔卑斯大区多姆山省，该省份为法国中南部省份，北起阿列省接壤，东临卢瓦尔省，南至上盧瓦爾省和康塔爾省，西接科雷兹省和克勒兹省。
与帕朗蒂尼亚接壤的市镇（或旧市镇、城区）包括：布雷纳、勒布罗克、伊苏瓦尔、奥尔贝伊、莱普拉多、圣雷米德沙尔尼亚、瓦雷讷叙于松。

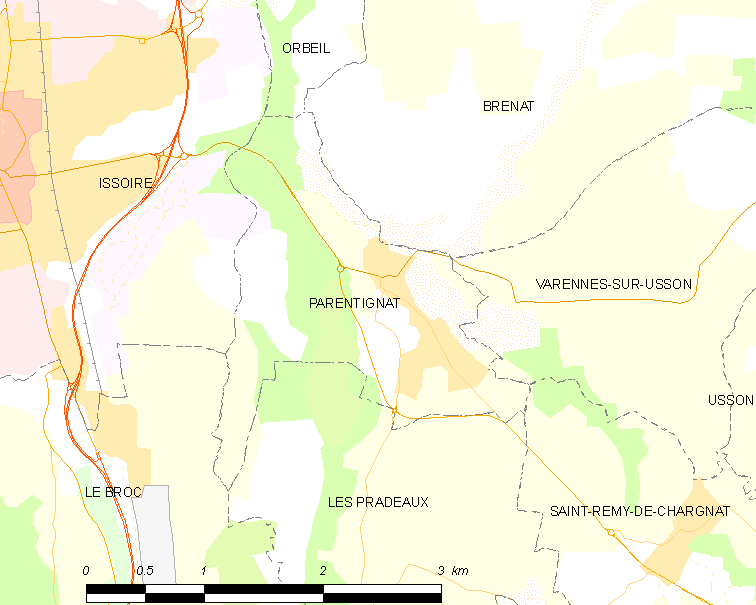
帕朗蒂尼亚的OSM定位图

帕朗蒂尼亚的时区为UTC+01:00、UTC+02:00（夏令时）。

## 行政
帕朗蒂尼亚的邮政编码为63500，INSEE市镇编码为63270。

## 政治
帕朗蒂尼亚所属的省级选区为布拉萨克莱米讷县。

## 人口

1962-2008年间帕朗蒂尼亚人口变化图示

帕朗蒂尼亚于2022年1月1日时的人口数量为481人。